# Janusz Góralski
Janusz Góralski, ps. „Kuba” (ur. 2 czerwca 1949 we Wrocławiu) – polski pianista rozrywkowy i klasyczny (wirtuoz), kompozytor i pedagog.

## Życiorys
Od najmłodszych lat pobierał prywatne lekcje gry na fortepianie. Następnie studiował w Państwowej Wyższej Szkole Muzycznej w Warszawie. Wkrótce zainteresował się jazzem, zwłaszcza swingiem, zaś później bluesem i funky. Zadebiutował we wrocławskim środowisku muzycznym w roku 1967 jako akompaniator w kabarecie „Pod Jaworami”. Był pianistą zespołów: Kapela Głośnośląska, HEY, Muzyczna Spółka Akcyjna 1111, Projekt, Romuald & Roman, Spisek, który współpracował z Haliną Frąckowiak i Krzysztofem Cugowskim oraz przez krótki okres Alex Band. W marcu 1980 roku założył własną grupę Qubee, z którą koncertował we wrocławskich klubach oraz wystąpił na I Ogólnopolskim Przeglądzie Muzyki Młodej Generacji w Jarocinie. Po rozpadzie zespołu wyjechał z Polski. Od 1984 roku mieszka w Stanach Zjednoczonych, gdzie realizuje własne i cudze projekty muzyczne.